# Aeronautes
Aeronautes là một chi chim trong họ Apodidae.

## Các loài
- Aeronautes saxatalis
- Aeronautes montivagus
- Aeronautes andecolus